# Antika möbler

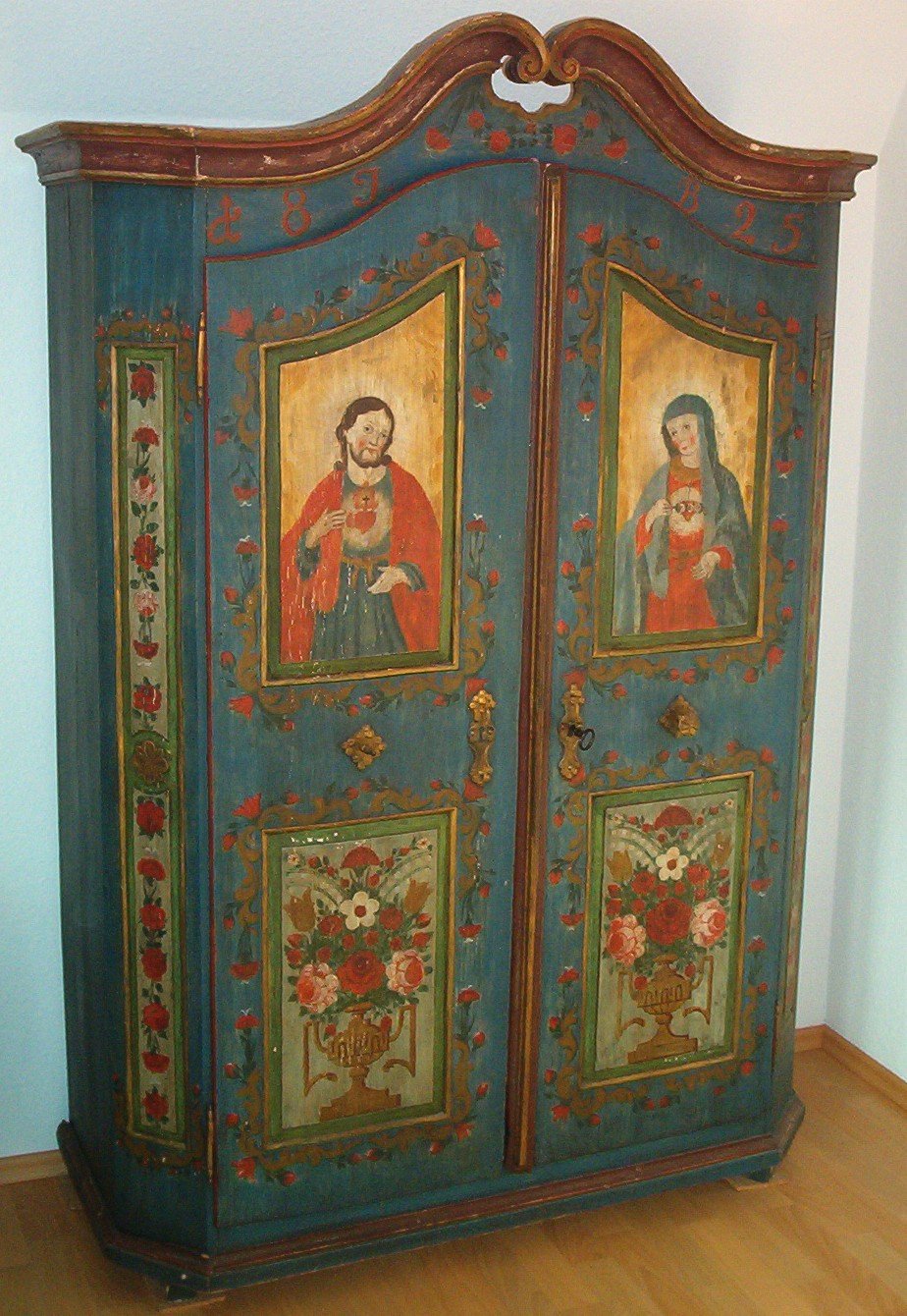
Skåp från 1825.

Med antika möbler avser man oftast möbler som tillverkats med icke-industriella hantverksmetoder, som besitter ett värde genom sin kvalitet, sällsynthet eller ålder.
Stilmöbler är möbler som är nytillverkade, oftast med industriella metoder, för att se ut som antika möbler  enligt någon äldre klassisk möbelstil.

Se även antikvitet.

## Några möbelstilar
- renässans (omkr 1525-1625)
- barock (omkr 1630-1770)
- rokoko (omkr 1720-1780)
- gustaviansk stil (omkr 1775-1800)
- empir (omkr 1800-1825)
- stilblandningar (omkr 1825-1850)
- jugend (omkr 1880-1910)